# Amtsligningsinspektorat
Amtsligningspektorater, der blev oprettet i 1946, var en statslig myndighed, som skulle bistå amterne med det amtslige ligningsarbejde. Der blev oprettet et amtsligningsinspektorat for hver amtsskattekreds. Direktoraterne blev ledet af en amtsligningsinspektører.
Efter 1967 blev amtstuer og amtsligningsinspektorater slået sammen til amtsskatteinspektorater. Disse sorterede indtil 1975 under Statens Ligningsdirektorat, som da blev sammenlagt med Kildeskattedirektoratet og fik navnet Statsskattedirektoratet.